# Abdallah Benkhadra
Pour les articles homonymes, voir Benkhadra.
Abd-Allah ben Hachemi Benkhadra Slaoui (1844-1906), fils de Mohamed Hachemi ben Ahmed Benkhadra, est un « mystique et brillant lettré » né à Salé en 1844 et décédé à Fès en 1906. Il est enterré à la Zaouïa Naciria. Il a été juge et président du tribunal de Fès vers la fin du XIXe siècle
,. Il a également été membre du Conseil des notables et conseiller des sultans Moulay Hassan ben Mohammed et Moulay abdelaziz.